# Digonogastra oeceticola
Digonogastra oeceticola är en stekelart som först beskrevs av Brethes 1920.  Digonogastra oeceticola ingår i släktet Digonogastra och familjen bracksteklar. Inga underarter finns listade i Catalogue of Life.